# Sepsibesenyő
Sepsibesenyő (románul Pădureni, korábban Beșeneu) falu Romániában Kovászna megyében, Maksa községhez tartozik.

## Fekvése
Sepsiszentgyörgytől keletre, központjától Maksától 3 km-re északnyugatra a Bodoki-hegység déli nyúlványa közelében a Besenyő-patak mellett fekszik.

## Nevének eredete
Eredetileg valószínűleg besenyők lakták, innen a neve.

## Története
Területe ősidők óta lakott. A Besenyő-patak felett emelkedő Várhányáson őskori erődített telepet sejtenek. Neve 1332-ben Besenczsed alakban szerepel. A Gyárfás-udvarház 1790-ben épült, az 1970-es években bontották le. 1910-ben 454 magyar lakosa volt.
A trianoni békeszerződésig Háromszék vármegye Sepsi járásához tartozott. 1992-ben 342 lakosából 338 magyar és 4 cigány volt.

## Látnivalók
- Szent Mártonnak szentelt templomát a 13. században építették, a 15. században gótikus stílusban átépítették, mai formáját az 1887-es átépítéssel nyerte el. Régi freskóinak nagy része az átépítéskor elpusztult. A Szent László-legendakörhöz kapcsolódó falfestményeket Orbán Balázs még látta.
- A Babos-udvarház 1825-ben épült.
- Határában a Besenyő-patak eltorlaszolásával nagyméretű víztározó keletkezett, a Besenyői-tó. Kénes vizű forrása is van.

## Híres emberek
- Itt született Szabó Imre (1821–1901), jogász, főhadnagy, az aradi ostromsereg tábori főparancsnoka.